# Révision coopérative
 (juin 2024).
La révision coopérative est un audit externe de l'organisation et du fonctionnement des sociétés coopératives qui vise à s'assurer que la société contrôlée respecte les principes coopératifs. Elle permet d'éviter certaines dérives qui pourraient notamment découler d'un manque de transparence des organes de gouvernance ou d'une mauvaise compréhension des enjeux par les coopérateurs.

## Cadre
La révision coopérative est définie et encadrée, le 10 septembre 1947 par la loi portant statut de la coopération et le code rural et de la pêche maritime en ce qui concerne les coopératives agricoles.
Le 31 juillet 2014, la loi relative à l'économie sociale et solidaire et ses décrets d'application, améliore la qualité de la révision coopérative en précisant les normes à contrôler et les critères de compétence et d'indépendance des réviseurs, et en élargissant la révision à toutes les familles coopératives.
Depuis le 1er juillet 2018, toutes les coopératives qui dépassent un certain niveau d'activité[Lesquels ?] doivent être révisées tous les cinq ans,. Certaines coopératives, comme les Sociétés coopératives et participatives (Scop) et les coopératives agricoles ayant levé l'option "tiers non associés",, ne sont pas soumises à la notion de seuil d'activité et sont donc soumises à la révision quelle que soit leur taille. Les Scop SARL ou SAS n'ayant pas désigné de commissaire aux comptes sont soumises à une révision annuelle.
En plus de la révision quinquennale ordinaire, une révision exceptionnelle est obligatoire dans les situations spécifiques suivantes :
- au terme de trois exercices déficitaires[12] ;
- si les pertes d'un exercice dépassent la moitié du capital le plus élevé atteint par la coopérative ;
- lorsqu'elle est demandée par le dixième des associés ;
- lorsqu'elle est demandée par un tiers des administrateurs ou des membres du conseil de surveillance ;
- lorsqu'elle est demandée par l'autorité habilitée à délivrer l'agrément ;
- lorsqu'elle est demandée par le ministre chargé de l'Économie sociale et solidaire ou tout ministre compétent à l'égard de la coopérative en question.

## Cibles et intérêts
La révision coopérative s'adresse aux sociétaires, associés coopérateurs, auprès desquels elle certifie que leur coopérative respecte un socle de principes coopératifs comme la liberté d'accès au sociétariat, la démocratie interne, la défense de leurs intérêts.
Cette révision constitue, pour les dirigeants des coopératives, un outil d'aide à l'amélioration de la gouvernance et du projet coopératif.
Elle permet, par ailleurs, aux services de l'État d'assurer un contrôle de premier niveau du respect par les coopératives des lois et règlements auxquels elles sont soumises et qui leur permet de bénéficier d'avantages fiscaux et sociaux.

## Normes
Les normes faisant l'objet de la révision coopérative s'inspirent des principes coopératifs définis par l'Alliance coopérative internationale. Elles sont regroupées dans des recueils élaborés par le Conseil supérieur de la coopération ou par le Haut conseil de la coopération agricole pour les coopératives agricoles.
15 recueils de normes et cahiers des charges sont en vigueur, :
- Normes d'application de la révision des coopératives agricoles (NARCA) ;
- Les sociétés coopératives artisanales ;
- Les sociétés coopératives de commerçants détaillants ;
- Les sociétés coopératives de production (Scop), y compris normes applicables aux coopératives d'activité et d'emploi (CAE) ;
- Les sociétés coopératives d'intérêt collectif (Scic), y compris normes applicables aux CAE ;
- Les sociétés d'intérêt collectif agricole (SICA) ;
- Les sociétés coopératives maritimes ;
- Les sociétés coopératives d'entreprises de transport routier ;
- Les sociétés coopératives de consommation ;
- Les sociétés coopératives de production d'habitations à loyer modéré (HLM) ;
- Les sociétés coopératives d'habitants ;
- Les sociétés agréées en qualité de banques mutualistes ou coopératives ;
- Les unions d'économie sociale (UES) ;
- Les sociétés anonymes coopératives d'intérêt collectif pour l'accession à la propriété (SASICAP) ;
- Les sociétés coopératives non régies par un statut particulier, y compris normes applicables aux CAE ;

## Réviseurs coopératifs
La révision coopérative est effectuée par des réviseurs agréés par le ministère chargé de l’Économie sociale et solidaire ou par l'Association nationale de révision (ANR) dans le secteur agricole. Dans ce secteur, les réviseurs agréés sont regroupés dans des fédérations, elles-mêmes agréées pour l'organisation de la révision. Lorsque le réviseur agréé est une personne morale (association, société, etc) il doit faire réaliser la révision par des réviseurs personnes physiques eux-mêmes agréés.
Pour être agréé, le réviseur doit justifier de 3 ans d'expérience professionnelle dans les matières juridiques, économique, financière et de gestion appliquées aux coopératives ou de 2 ans d'exercice d'un mandat (gérance, administrateur, direction générale, etc) dans une  coopérative. Il doit également signer une charte par laquelle il s'engage notamment à respecter des règles d'indépendance vis-à-vis des coopératives qu'il est amené à réviser.
L’agrément est valable 5 ans. Il peut être limité à certaines familles coopératives. Il peut être retiré en cas de manquement du réviseur au cadre de la révision ou d’agissements contraires à l’honneur et à la probité.
La liste des réviseurs agréés est tenue à disposition des coopératives par les instances de tutelle,,.
La loi ESS de 2014, en modernisant le cadre de la révision, contribue à ouvrir le marché de la révision à de nouveaux acteurs, à augmenter le nombre de réviseurs, et ce faisant à déstabiliser certains acteurs historiques, en particulier des fédérations de coopératives.

## Audit de révision
Le processus d'audit débute par la nomination du réviseur par l’assemblée générale de la coopérative. Un contrat de mission est signé entre le réviseur et la coopérative. Le réviseur fournit alors à la coopérative la liste des pièces à lui communiquer et des personnes qu'il souhaite interviewer.
Le réviseur procède alors à l'audit de révision proprement dit. Pour ce faire, il passe en revue les différentes normes objet de l'audit, et pour chacune d'elles, sur la base d'un examen de documents et d'entretiens, il s'assure qu'elles sont correctement traduites dans les règles internes de la coopérative (statuts, règlements intérieurs, etc) et qu'elles sont correctement mises en pratique.
À l'issue de l'audit, un rapport est communiqué aux dirigeants de la société pour recueillir leurs éventuelles observations. Le rapport, éventuellement complété de ces observations, est alors transmis aux organes d’administration de la société. Puis, il est mis à disposition des associés, et présenté en assemblée générale.

## Sanctions en cas de non conformités
En conclusion de son rapport, le réviseur donne son avis sur la conformité de l’organisation et du fonctionnement de la coopérative aux principes coopératifs. S'il constate des écarts, il peut formuler :
- de simples remarques,
- de réserves assorties de propositions de mesures correctives,
- une mise en demeure de la coopérative de se conformer aux principes coopératifs.

Si, à l’expiration du délai de mise en demeure, la coopérative n'a pas corrigé les écarts, le réviseur peut saisir une instance de recours mise en place par la famille coopérative concernée pour rechercher une solution amiable. À défaut ou en l'absence de réaction rapide de la coopérative à la suite de la saisine, le réviseur peut saisir le tribunal compétent qui peut sanctionner pénalement la coopérative, et le ministre chargé de l’Économie sociale et solidaire ou le ministre de l'Agriculture qui peut décider du retrait d'agrément.

## Critiques de la révision
Des acteurs spécialistes de la gouvernance d'entreprise[Lesquels ?] ont souligné le problème que pouvait poser la proximité entre les cabinets chargés de la révision et certaines coopératives même si la loi ESS de 2014 cherche à répondre partiellement à ce problème en précisant les règles d'indépendance à respecter.
Une enquête menée auprès des réviseurs en 2020 par l'administration de tutelle conclu à la quasi-inexistence de rapports négatifs transmis à une autorité de contrôle.
Un rapport de mai 2021 de l'inspection générale des finances et de l'inspection générale des affaires sociales sur les SCIC et les CAE relève que la révision coopérative qui se voulait aussi une démarche d’accompagnement des coopératives était parfois plus perçue comme une contrainte, que son coût pouvait s'avérer un frein, et qu'en l'absence de contrôle de la réalisation de la révision pour les Scic certaines ne respectaient pas cette obligation.